# لوبی
لوبی (به چکی: Lubě) یک منطقهٔ مسکونی در جمهوری چک است که در ناحیه بلانسکو واقع شده‌است. لوبی ۳٫۵۳ کیلومتر مربع مساحت و ۹۹ نفر جمعیت دارد و ۳۶۹ متر بالاتر از سطح دریا واقع شده‌است.